# Bayad, Hama
Bayad (tiếng Ả Rập: البياض) là một ngôi làng Syria nằm ở Hama Subdistrict thuộc huyện Hama ở Hama. Theo Cục Thống kê Trung ương Syria (CBS), Bayad có dân số 471 người trong cuộc điều tra dân số năm 2004.